# Gelénes
Gelénes – wieś w północno-wschodniej części Węgier, w pobliżu miasta Vásárosnamény oraz granicy z Ukrainą. Wieś liczy 509 mieszkańców (2012) i zajmuje obszar 20,55 km².

## Położenie
Miejscowość leży na obszarze Wielkiej Niziny Węgierskiej, w pobliżu granicy ukraińskiej. Administracyjnie należy do powiatu Vásárosnamény, wchodzącego w skład komitatu Szabolcs-Szatmár-Bereg.